# П'ятниця (село)
П'я́тниця — село в Україні, у Самбірському районі Львівської області. Населення становить 710 осіб. Орган місцевого самоврядування — Добромильська міська рада.

## Населення

### Мова
Розподіл населення за рідною мовою за даними перепису 2001 року:
| Мова       | Кількість | Відсоток |
| ---------- | --------- | -------- |
| українська | 704       | 99.15%   |
| польська   | 4         | 0.56%    |
| російська  | 2         | 0.29%    |
| Усього     | 710       | 100%     |

## Пам'ятки
Дерев'яна церква святої Параскеви-П'ятниці. Датована ХІХ століттям. Належить до пам'яток місцевого значення, має номер № 2400-М. Храм належить парафії ПЦУ.

## Відомі мешканці
- Зварич Ігор Степанович